# Dorcatoma
Dorcatoma är ett släkte av skalbaggar som beskrevs 1792 av Johann Friedrich Wilhelm Herbst. Släktet ingår i familjen trägnagare (Ptinidae) och arterna kallas tickgnagare.
Arter inom släktet i alfabetisk ordning, enligt Catalogue of Life och Dyntaxa:
- Dorcatoma ambjoerni
- Dorcatoma chrysomelina
- Dorcatoma falli
- Dorcatoma falli
- Bred tickgnagare (Dorcatoma flavicornis)
- Dorcatoma integra
- Dorcatoma janssoni
- Dorcatoma lomnickii
- Dorcatoma minor
- Dorcatoma moderata
- Dorcatoma pallicornis
- Klibbtickgnagare (Dorcatoma punctulata)
- Robust tickgnagare (Dorcatoma robusta)
- Dorcatoma setulosa
- Sprängtickgnagare (Dorcatoma substriata)